# Пол Стантон
Пол Стантон (англ. Paul Stanton; 22 червня 1967, м. Бостон, США) — американський хокеїст ірландського походження, захисник. 

## Кар'єра
Свою першу ігрову практику отримав у команді Університету Вісконсин-Медісон, де грав чотири сезони. У 1990 році дебютував у клубі НХЛ «Піттсбург Пінгвінс» (цей клуб обрав Пола у Драфті НХЛ 1985 року). У складі «Піттсбург Пінгвінс» двічі виграв Кубок Стенлі в 1991 та 1992 роках. Провівши ще один сезон у НХЛ за клуб «Бостон Брюїнс», перебрався до Європи, а саме до Німеччини, де п'ять сезонів виступав за «Адлер Мангейм» та тричі став чемпіоном Німеччини в 1997, 1998 та 1999 роках.
Ще по два сезони провів у клубах Німецької хокейної ліги Нюрнберг Айс Тайгерс та «Франкфурт Ліонс», в останньому він виграв свій четвертий титул чемпіона Німеччини в сезоні 2003/04. 
Останній свій сезон у ігровій кар'єрі провів за клуб Елітсерії «Мальме Редгокс».
Після завершення кар'єри гравця став одним із тренерів Флоридського університету.

## Кар'єра (збірна)
У складі національної збірної США брав участь у двох чемпіонатах світу 1995 та 1996 років, провів 13 ігор, здобув бронзову медаль у 1996 році.

## Нагороди та досягнення
- 1991 володар Кубка Стенлі у складі «Піттсбург Пінгвінс»
- 1992 володар Кубка Стенлі у складі «Піттсбург Пінгвінс»
- 1997 чемпіон Німеччини у складі «Адлер Мангейм»
- 1998 чемпіон Німеччини у складі «Адлер Мангейм»
- 1999 чемпіон Німеччини у складі «Адлер Мангейм»
- 2004 чемпіон Німеччини у складі «Франкфурт Ліонс»

## Статистика
| Сезон      | Клуб                          | Ліга       | Регулярна першість | Регулярна першість | Регулярна першість | Регулярна першість | Регулярна першість | Плей-оф | Плей-оф | Плей-оф | Плей-оф | Плей-оф |
| Сезон      | Клуб                          | Ліга       | І                  | Г                  | П                  | О                  | ШХ                 | І       | Г       | П       | О       | ШХ      |
| ---------- | ----------------------------- | ---------- | ------------------ | ------------------ | ------------------ | ------------------ | ------------------ | ------- | ------- | ------- | ------- | ------- |
| 1985/86    | Університет Вісконсин-Медісон | NCAA       | 34                 | 4                  | 6                  | 10                 | 14                 |         |         |         |         |         |
| 1986/87    | Університет Вісконсин-Медісон | NCAA       | 41                 | 5                  | 17                 | 22                 | 70                 |         |         |         |         |         |
| 1987/88    | Університет Вісконсин-Медісон | NCAA       | 45                 | 9                  | 38                 | 47                 | 98                 |         |         |         |         |         |
| 1988/89    | Університет Вісконсин-Медісон | NCAA       | 45                 | 7                  | 29                 | 36                 | 126                |         |         |         |         |         |
| 1989/90    | Muskegon Lumberjacks          | ІХЛ        | 77                 | 5                  | 27                 | 32                 | 61                 | 15      | 2       | 4       | 6       | 21      |
| 1990/91    | Піттсбург Пінгвінс            | НХЛ        | 75                 | 5                  | 18                 | 23                 | 40                 | 22      | 1       | 2       | 3       | 24      |
| 1991/92    | Піттсбург Пінгвінс            | НХЛ        | 54                 | 2                  | 8                  | 10                 | 62                 | 21      | 1       | 7       | 8       | 42      |
| 1992/93    | Піттсбург Пінгвінс            | НХЛ        | 77                 | 4                  | 12                 | 16                 | 97                 | 1       | 0       | 1       | 1       | 0       |
| 1993/94    | Бостон Брюїнс                 | НХЛ        | 71                 | 3                  | 7                  | 10                 | 54                 | –       | –       | –       | –       | –       |
| 1994/95    | Денвер Ґріззліс               | ІХЛ        | 11                 | 2                  | 6                  | 8                  | 15                 | –       | –       | –       | –       | –       |
| 1994/95    | Провіденс Брюїнс              | АХЛ        | 8                  | 4                  | 4                  | 8                  | 4                  | –       | –       | –       | –       | –       |
| 1994/95    | Нью-Йорк Айлендерс            | НХЛ        | 18                 | 0                  | 4                  | 4                  | 9                  | –       | –       | –       | –       | –       |
| 1995/96    | «Адлер Мангейм»               | DEL        | 47                 | 12                 | 24                 | 36                 | 88                 | 8       | 2       | 5       | 7       | 8       |
| 1996/97    | «Адлер Мангейм»               | DEL        | 50                 | 5                  | 26                 | 31                 | 64                 | 9       | 2       | 3       | 5       | 26      |
| 1997/98    | «Адлер Мангейм»               | DEL        | 47                 | 10                 | 25                 | 35                 | 72                 | 11      | 4       | 6       | 10      | 22      |
| 1998/99    | «Адлер Мангейм»               | DEL        | 38                 | 6                  | 16                 | 22                 | 52                 | 12      | 2       | 7       | 9       | 20      |
| 1999/00    | «Адлер Мангейм»               | DEL        | 56                 | 2                  | 19                 | 21                 | 77                 | 4       | 0       | 1       | 1       | 37      |
| 2000/01    | Нюрнберг Айс Тайгерс          | DEL        | 49                 | 11                 | 19                 | 30                 | 104                | 4       | 1       | 1       | 2       | 26      |
| 2001/02    | Нюрнберг Айс Тайгерс          | DEL        | 57                 | 7                  | 29                 | 36                 | 94                 | 4       | 1       | 1       | 2       | 8       |
| 2002/03    | «Франкфурт Ліонс»             | DEL        | 49                 | 10                 | 22                 | 32                 | 167                | –       | –       | –       | –       | –       |
| 2003/04    | «Франкфурт Ліонс»             | DEL        | 52                 | 8                  | 30                 | 38                 | 104                | 15      | 1       | 9       | 10      | 36      |
| 2004/05    | «Мальме Редгокс»              | Елітсерія  | 6                  | 0                  | 1                  | 1                  | 27                 | –       | –       | –       | –       | –       |
| NCAA разом | NCAA разом                    | NCAA разом | 165                | 25                 | 90                 | 115                | 308                |         |         |         |         |         |
| ІХЛ разом  | ІХЛ разом                     | ІХЛ разом  | 88                 | 7                  | 33                 | 40                 | 76                 | 15      | 2       | 4       | 6       | 21      |
| DEL разом  | DEL разом                     | DEL разом  | 445                | 71                 | 210                | 281                | 822                | 67      | 13      | 33      | 46      | 183     |
| НХЛ разом  | НХЛ разом                     | НХЛ разом  | 295                | 14                 | 49                 | 63                 | 262                | 44      | 2       | 10      | 12      | 66      |